# Friso Mando
Friso Cabinho Mando (ur. 9 czerwca 1990 w Brokopondo) – surinamski piłkarz występujący na pozycji obrońcy, od 2021 zawodnik SK Oostnieuwkerke.

## Kariera klubowa
Mando rozpoczynał swoją piłkarską karierę w zespole SV ACoconut, następnie w 2009 trafił do SV Leo Victor z siedzibą w stołecznym mieście Paramaribo. W 2012 roku wyjechał do Belgii i występował kolejno w takich klubach jak: Royal Cappellen FC, Berg en Dal VV, Retie Branddonk, VC Heuvelland, KFC Poperinge, Sassport Boezinge, ponownie KFC Poperinge, a od 2021 jest zawodnikiem SK Oostnieuwkerke.

## Kariera reprezentacyjna
W 2011 roku Mando wystąpił w sześciu spotkaniach reprezentacji Surinamu U-23 w ramach kwalifikacji do Igrzysk Olimpijskich w Londynie. Jego drużyna po dwóch zwycięstwach i remisie awansowała do drugiej rundy, gdzie jednak zajęła ostatnie miejsce w grupie, notując trzy porażki i nie dostała się na igrzyska. Zawodnik wpisał się na listę strzelców w zremisowanej 2:2 konfrontacji z Jamajką i przegranym 1:9 spotkaniu z Trynidadem i Tobago.
W seniorskiej reprezentacji Surinamu Mando zadebiutował 2 września 2011 w wygranym 1:0 meczu z Kajmanami w ramach eliminacji do Mistrzostw Świata 2014. W tym samym spotkaniu zdobył także premierowego gola w kadrze narodowej. Kolejną bramkę w tych rozgrywkach strzelił cztery dni później w zremisowanej 1:1 konfrontacji z Dominikaną. Jego drużyna nie zdołała się jednak zakwalifikować na mundial.